# Saison 2016 de l'équipe cycliste T.Palm-Pôle Continental Wallon
La saison 2016 de l'équipe cycliste T.Palm-Pôle Continental Wallon est la onzième de cette équipe.

## Préparation de la saison 2016

### Arrivées et départs
| Arrivées           | Équipe 2015                   |
| ------------------ | ----------------------------- |
| Dylan Bodchon      | Ottignies-Perwez              |
| Auxence Buntinx    | Ottignies-Perwez              |
| Olivier Cornet     | UC Seraing Crabbé Performance |
| Tom Galle          | Color Code-Aquality Protect   |
| Jesse Geerts       | CCT-Champion System           |
| Bavo Haemels       | Rupelspurters Boom            |
| Wouter Leten       | Metec-TKH-Mantel              |
| Thomas Petit       | Ottignies-Perwez              |
| Laurens Vandermeer | Davo Tongeren                 |

| Départs          | Équipe 2016            |
| ---------------- | ---------------------- |
| Thomas Armstrong | UC Monaco              |
| Jonathan Baratto | décès                  |
| Boris Beelen     |                        |
| Gilles Billen    | retraite               |
| Louis Convens    | retraite               |
| Jesse Geerts     | retraite               |
| Jeff Peelaers    | KWC Heist Zuiderkempen |
| Rudy Rouet       | retraite               |
| Ian Vansumere    | retraite               |
| Andrew Ydens     | retraite               |

## Coureurs et encadrement technique

### Effectif

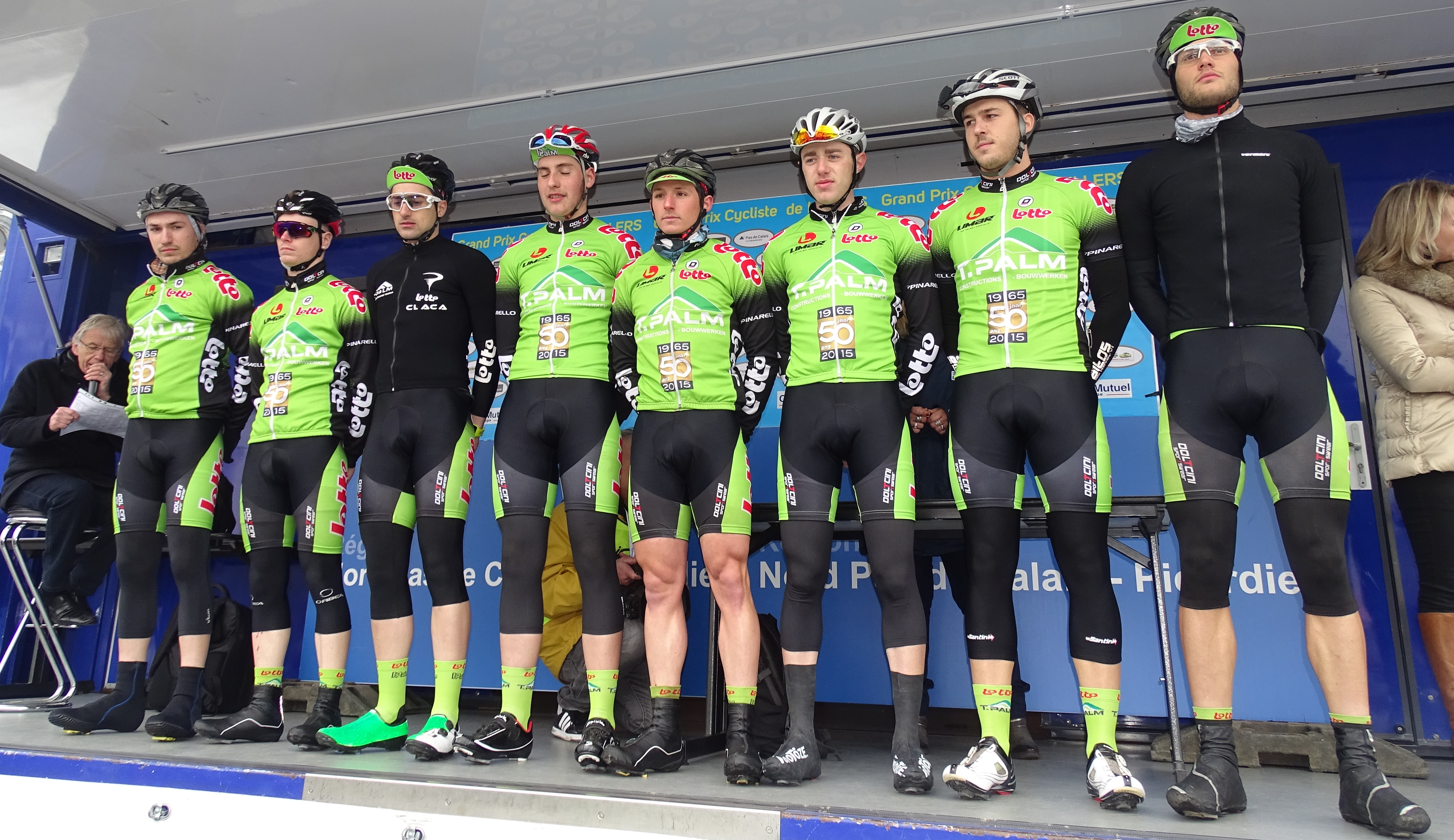
Maxime Vekeman, Auxence Buntinx, Claudio Catania, Dylan Bodchon, Antoine Didier, Thomas Petit, Bavo Haemels et Guillaume Haag lors du Grand Prix de Lillers-Souvenir Bruno Comini 2016.

| Cycliste           | Date de naissance | Nationalité | Équipe 2015                    |  |
| ------------------ | ----------------- | ----------- | ------------------------------ |  |
| Dylan Bodchon      | 29 août 1995      | Belgique    | Ottignies-Perwez               |  |
| Auxence Buntinx    | 13 décembre 1996  | Belgique    | Ottignies-Perwez               |  |
| Sébastien Carabin  | 28 mars 1989      | Belgique    | T.Palm-Pôle Continental Wallon |  |
| Claudio Catania    | 4 mai 1992        | Italie      | T.Palm-Pôle Continental Wallon |  |
| Olivier Cornet     | 21 septembre 1997 | Belgique    | UC Seraing Crabbé Performance  |  |
| Guillaume Delvaux  | 20 juin 1996      | Belgique    | T.Palm-Pôle Continental Wallon |  |
| Antoine Didier     | 31 mars 1992      | Belgique    | T.Palm-Pôle Continental Wallon |  |
| Tom Galle          | 13 septembre 1995 | Belgique    | Color Code-Aquality Protect    |  |
| Jesse Geerts       | 28 avril 1995     | Belgique    | CCT-Champion System            |  |
| Guillaume Haag     | 9 novembre 1989   | Belgique    | T.Palm-Pôle Continental Wallon |  |
| Bavo Haemels       | 5 novembre 1994   | Belgique    | Rupelspurters Boom             |  |
| Bastien Kroonen    | 5 décembre 1996   | Belgique    | T.Palm-Pôle Continental Wallon |  |
| Wouter Leten       | 11 janvier 1994   | Belgique    | Metec-TKH-Mantel               |  |
| Nicolas Mertz      | 30 juillet 1993   | Belgique    | T.Palm-Pôle Continental Wallon |  |
| Thomas Petit       | 7 novembre 1996   | Belgique    | Ottignies-Perwez               |  |
| Alexandre Seny     | 22 juin 1994      | Belgique    | T.Palm-Pôle Continental Wallon |  |
| Laurens Vandermeer | 12 mars 1997      | Belgique    | Davo Tongeren                  |  |
| Maxime Vekeman     | 14 septembre 1993 | Belgique    | T.Palm-Pôle Continental Wallon |  |
| Stagiaire          | Date de naissance | Nationalité | Équipe 2016                    |  |
| Alexandre Toubeau  | 30 décembre 1995  | Belgique    | VC Virginalois-Virginal Ittre  |  |
| Victor Van Bost    | 23 janvier 1996   | Belgique    | ESEG Douai-Origine Cycles      |  |

Portraits
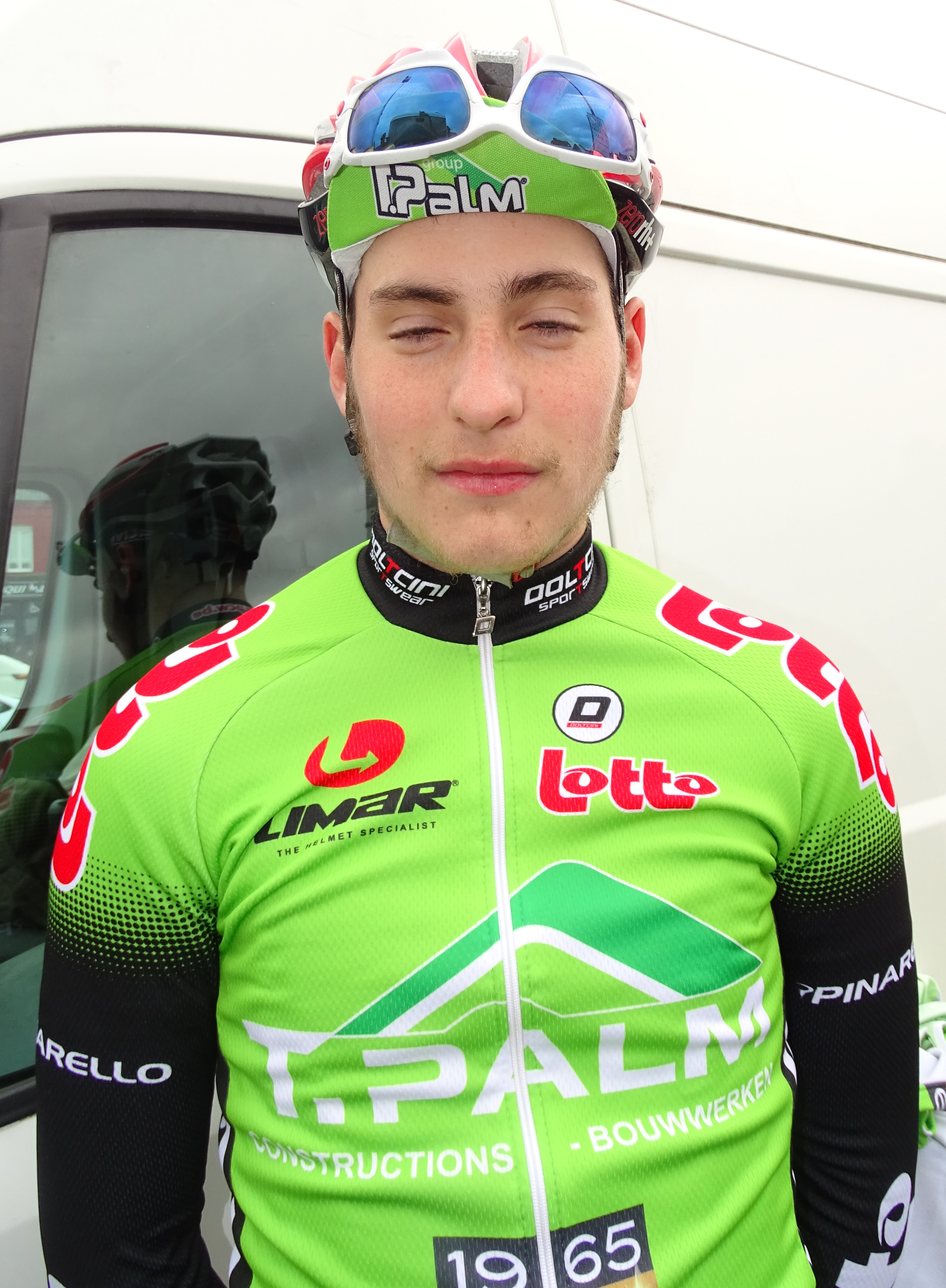
Dylan Bodchon.
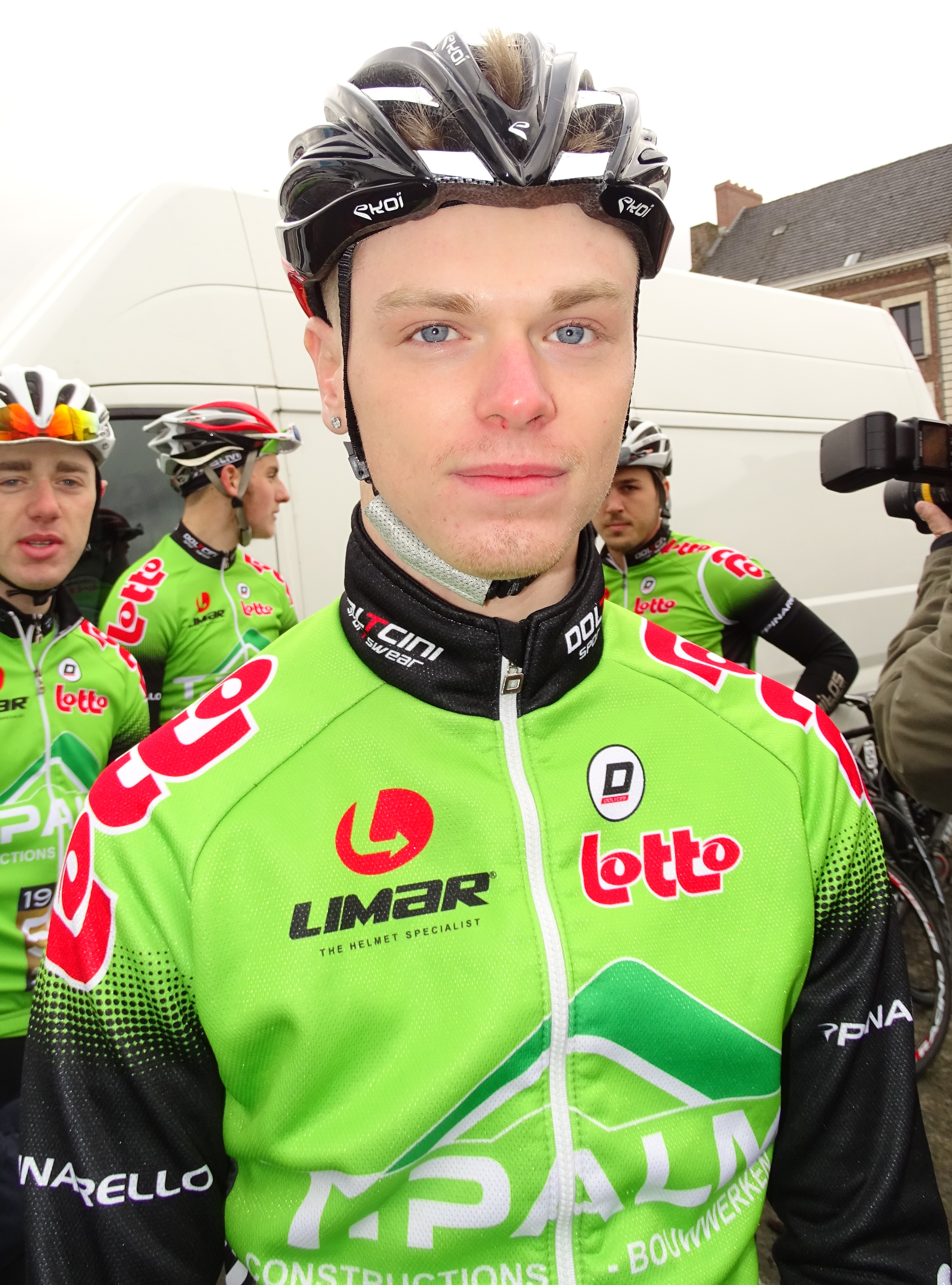
Auxence Buntinx.
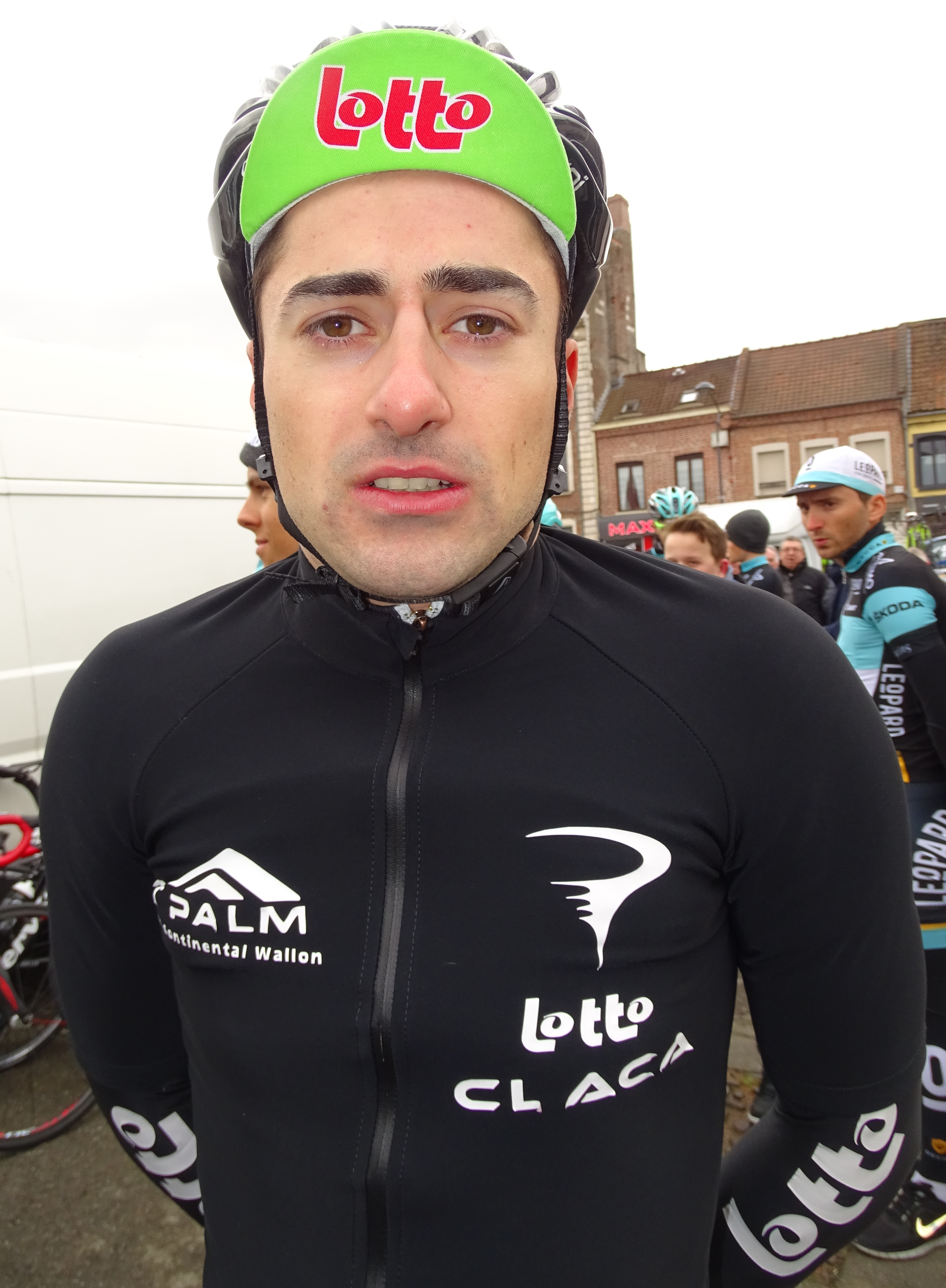
Claudio Catania.
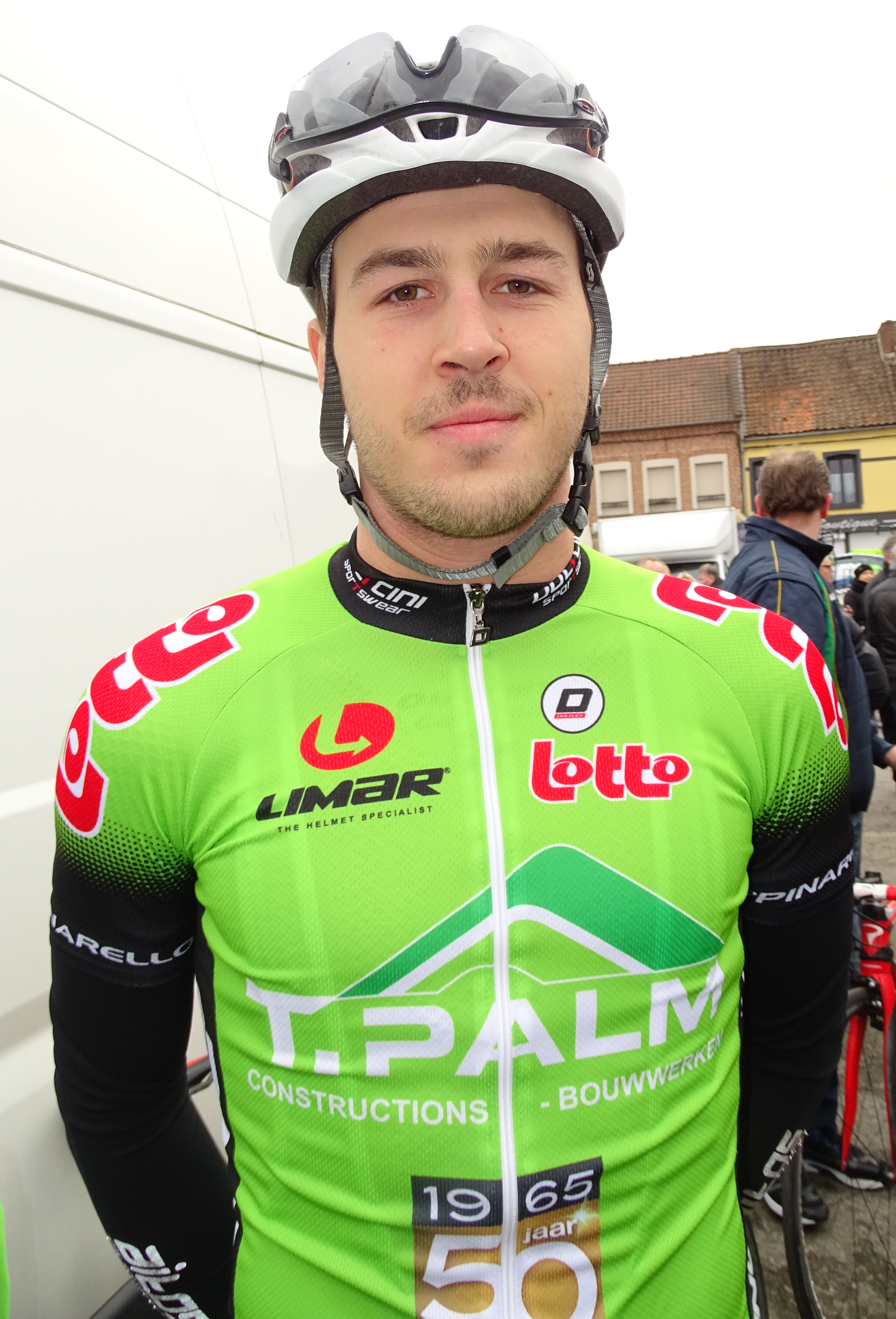
Bavo Haemels.
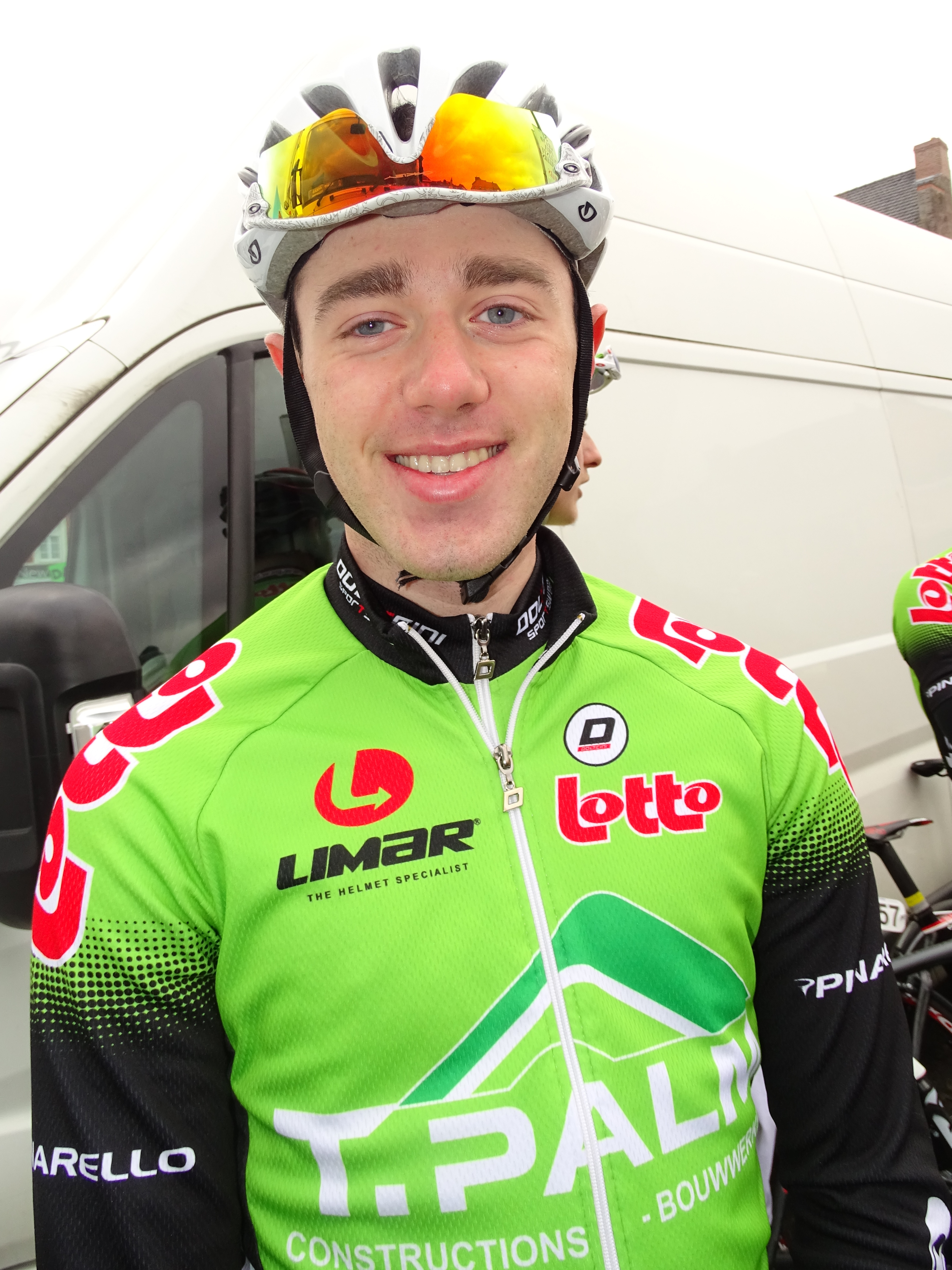
Thomas Petit.
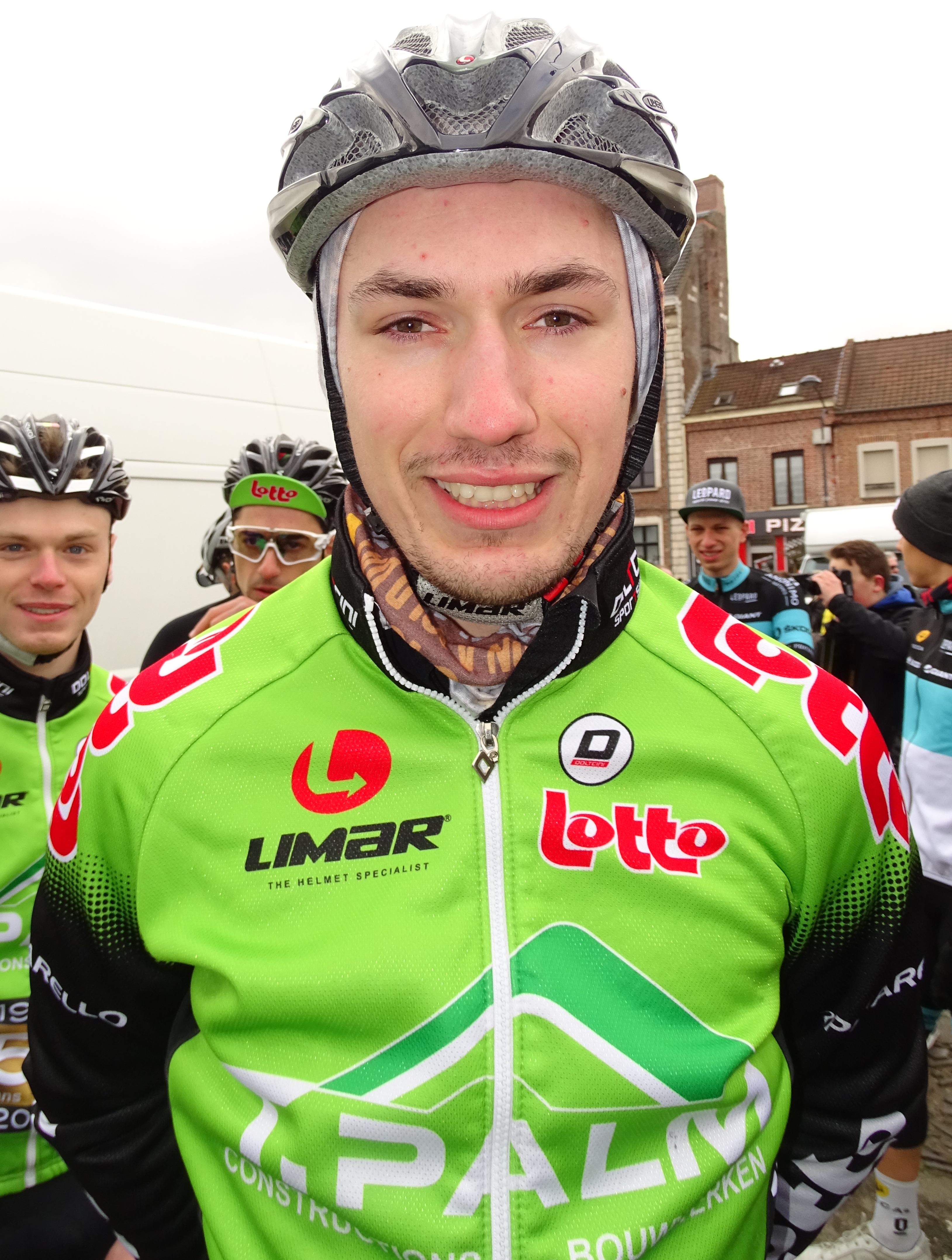
Maxime Vekeman.

## Bilan de la saison

### Victoires
| Date | Course | Pays | Classe | Vainqueur |
| ---- | ------ | ---- | ------ | --------- |